# Guirane N'Daw
Guirane N'Daw född 24 april 1984 i Rufisque, utanför Dakar, är en fotbollsspelare som spelar för det franska laget Lens. Han spelar även med Senegals landslag. Han spelar som mittfältare. 

## Klubblagskarriär
N'Daw började sin karriär i FC Sochaux-Montbéliard som spelar i Ligue 1, den högsta ligan i Frankrike. Där spelade han 122 matcher och gjorde 5 mål. Sommaren 2008 gick han sen till FC Nantes. Där spelade han bara ett år (24 matcher och 3 mål) innan han blev utlånad till AS Saint-Étienne 23 july 2009. Han skrev senare kontrakt med AS Saint-Étienne till 2014.

## Landslagskarriär
N'Daw representerar Senegals landslag och har spelat 44 matcher och gjort 4 mål för sitt land. Han har bland annat spelat i kvalet till VM 2006 och VM 2010.